# Kragspindling
Kragspindling (Cortinarius parvannulatus) är en svampart som beskrevs av Kühner 1955. Kragspindling ingår i släktet Cortinarius och familjen spindlingar.  Arten är reproducerande i Sverige. Inga underarter finns listade i Catalogue of Life.
I den svenska databasen Dyntaxa används istället namnet Cortinarius iliopodius för samma taxon.  Arten är reproducerande i Sverige.